# 하마다 야스카즈
하마다 야스카즈(일본어: 浜田 靖一, 1955년 10월 21일 ~)는 일본의 정치인으로, 자유민주당 소속의 중의원 의원이다. 아소 내각의 방위대신을 지냈으며, 아버지 하마다 고이치(浜田幸一)는 중의원 의원을 지냈다.
지바현의 훗쓰시에서 태어나, 센슈 대학을 졸업하고, 1993년 제40회 중의원 의원 총선거에서 첫 당선되었다. 2008년 아소 내각의 방위대신에 임명돼, 첫 입각하였다.